# David di Donatello 1957
La segona edició dels premis David di Donatello, concedits per l'Acadèmia del Cinema Italià va tenir lloc el 3 d’agost de 1957 al Teatre grecoromà de Taormina. El premi consistia en una estatueta dissenyada per Bulgari.

## Guanyadors

### Millor director
- Federico Fellini – Les nits de la Cabiria

### Millor productor
- Dino De Laurentiis – Les nits de la Cabiria (ex aequo)
- Renato Gualino - L'impero del sole (ex aequo)

### Millor actriu
- Ingrid Bergman - Anastasia (Anastasia)

### Millor actor
- Laurence Olivier - Riccardo III (Richard III)

### Millor productor estranger
- Jack L. Warner - Il gigante (Giant) (ex aequo)
- Laurence Olivier - Riccardo III (Richard III) (ex aequo)

### Targa d'oro
- Alberto Lattuada, per la seva direcció a: Guendalina
- Alberto Ancillotto, per la seva direcció a: L'incanto della foresta; documentario

### Targa d'argento
- Isole di fuoco, de Vittorio De Seta – Curtmetratge documental (09 min.)

### David d'argento
- Antonio Petrucci